# Copa da França de Futebol de 2024–25
A Copa da França de 2024–25 foi a 108ª temporada da principal competição de copa de futebol da França. A competição foi organizada pela Federação Francesa de Futebol (FFF) e está aberta a todos os clubes do futebol francês, bem como clubes de departamentos e territórios ultramarinos (Guadalupe, Guiana Francesa, Martinica, Mayotte, Taiti, Reunião, São Martinho e São Pedro e Miquelão). Devido aos distúrbios de 2024 na Nova Caledônia, os clubes da Nova Caledônia não participaram da competição deste ano.
O atual campeão é o Paris Saint-Germain, que derrotou o Lyon por 2 a 1 na final do ano anterior, conquistando o décimo quinto título da Copa da França e ampliando o recorde.
O Paris Saint-Germain derrotou o Reims por 3 a 0 na final e estabeleceu um recorde com o décimo sexto título da Copa da França.

## Datas
As datas para as duas primeiras rodadas classificatórias e quaisquer preliminares necessárias foram definidas pelas ligas regionais individuais. A partir da terceira rodada, a FFF definiu o calendário, com rodadas até e incluindo a rodada de 32 sendo programadas para fins de semana e rodadas posteriores até, mas não incluindo, a final, ocorrendo nas noites de meio de semana.
| FASE             | Datas                   |
| ---------------- | ----------------------- |
| Terceira fase    | 14 de setembro de 2024  |
| Quarta fase      | 28 de setembro de 2024  |
| Quinta fase      | 12 de outubro de 2024   |
| Sexta fase       | 26 de outubro de 2024   |
| Sétima fase      | 16 de novembro de 2024  |
| Oitava fase      | 30 de novembro de 2024  |
| Nona fase        | 21 de dezembro de 2024  |
| 16 avós de final | 15 de janeiro de 2025   |
| Oitavas de final | 5 de fevereiro de 2025  |
| Quartas de final | 26 de fevereiro de 2025 |
| Semifinais       | 2 de abril de 2025      |
| Final            | 24 de maio de 2025      |

## Times

### Fases 1 à 6
As seis primeiras fases, e quaisquer preliminares necessárias, foram organizadas pelas Ligas Regionais e pelos Departamentos/Territórios Ultramarinos, que permitiram que equipes de sua estrutura de liga entrassem em qualquer ponto até a terceira fase. As equipes do Championnat National 3 entraram na terceira fase, as do Championnat National 2 entraram na quarta fase e as do Championnat National entraram na quinta fase.

### Número de times por divisão e por fase
Abaixo está o número de equipes por nível de acordo com as fases
| L1 (1)                   | ø    | ø    | ø    | ø    | ø   | ø   | ø   | ø   | 18 | 13 | 8  | 4 | 2 | 2 |   |   |
| L2 (2)                   | ø    | ø    | ø    | ø    | ø   | ø   | 18  | 15  | 13 | 7  | 3  | 2 | 1 |   |   |   |
| N1 (3)                   | ø    | ø    | ø    | ø    | 16  | 15  | 12  | 11  | 7  | 4  | 1  |   |   |   |   |   |
| N2 (4)                   | ø    | ø    | ø    | 48   | 40  | 32  | 27  | 20  | 10 | 4  | 2  | 2 | 1 |   |   |   |
| N3 (5)                   | ø    | 1    | 110  | 96   | 80  | 64  | 43  | 21  | 9  | 4  | 2  |   |   |   |   |   |
| R1 (6)                   | ø    | 81   | 253  | 185  | 131 | 67  | 34  | 12  | 4  |    |    |   |   |   |   |   |
| R2 (7)                   | ø    | 528  | 418  | 279  | 150 | 67  | 21  | 5   | 1  |    |    |   |   |   |   |   |
| R3 (8)                   | 297  | 827  | 564  | 274  | 116 | 43  | 13  | 2   |    |    |    |   |   |   |   |   |
| R4 (9)                   | ø    | 3    | 2    | ø    | ø   | ø   | ø   | ø   | ø  | ø  | ø  | ø | ø | ø | ø | ø |
| D1 (9)                   | 1104 | 934  | 468  | 185  | 53  | 15  | 1   | ø   | ø  | ø  | ø  | ø | ø | ø |   |   |
| D2 (10)                  | 1595 | 873  | 297  | 96   | 25  | 5   | 2   | ø   | ø  | ø  | ø  | ø | ø | ø |   |   |
| D3 (11)                  | 1293 | 499  | 131  | 32   | 6   | 1   | 1   | ø   | ø  | ø  | ø  | ø | ø | ø |   |   |
| D4 (12)                  | 550  | 183  | 48   | 10   | ø   | ø   | ø   | ø   | ø  | ø  | ø  | ø | ø | ø | ø | ø |
| D5 (13)                  | 241  | 61   | 11   | 1    | ø   | ø   | ø   | ø   | ø  | ø  | ø  | ø | ø | ø | ø | ø |
| D6 (14)                  | 48   | 9    | 2    | ø    | ø   | ø   | ø   | ø   | ø  | ø  | ø  | ø | ø | ø | ø | ø |
| D7 (15)                  | 9    | 2    | 1    | ø    | ø   | ø   | ø   | ø   | ø  | ø  | ø  | ø | ø | ø | ø | ø |
| D8 (16)                  | 1    | ø    | ø    | ø    | ø   | ø   | ø   | ø   | ø  | ø  | ø  | ø | ø | ø | ø | ø |
| Outros                   | 1    | 1    | 1    | 1    | 1   | 1   | 1   | ø   | ø  | ø  | ø  | ø | ø | ø |   |   |
| Territórios Ultramarinos | ø    | ø    | +1   | ø    | ø   | ø   | +2  | 2+4 | 2  | ø  | ø  | ø | ø | ø |   |   |
| Total                    | 5138 | 4001 | 2304 | 1208 | 620 | 310 | 175 | 92  | 64 | 32 | 16 | 8 | 4 | 2 |   |   |

### Times da 7ª fase
Os 155 clubes classificados da 6ª fase se juntam aos 18 clubes da Ligue 2, bem como aos representantes estrangeiros de Mayotte e Taiti. Devido aos tumultos e suas consequências, nenhum clube da Nova Caledônia participou desta edição.
Dos dois clubes estrangeiros que entram na 7ª fase, apenas o clube que representa o Taiti, o AS Dragon, joga em casa contra um clube do continente, de acordo com a regra de alternância semestral (Métropole/Outre-Mer). O representante de Mayotte, Diables Noirs, deve viajar para a França continental, já que Mayotte não tem um estádio aprovado para sediar esse tipo de encontro.

#### Times Ultramarinos
Um sorteio para determinar o clube que viaja para o Taiti na Fase 7, e depois para a Guiana Francesa e Reunião na Fase 8 será realizado a partir de uma lista de clubes candidatos da França continental, que expressaram o desejo de viajar para o exterior enquanto o clube de Mayotte estiver incluído no sorteio principal. Caso uma equipe alocada seja eliminada na Fase 7, o sorteio avançará para a próxima equipe na lista, e esta equipe viajará para o exterior. Times estrangeiros só podem jogar uma partida em casa contra um time do continente. Caso avancem da oitava fase, terão que viajar para a França para as rodadas seguintes. O sorteio ocorreu em 29 de outubro de 2024.
| Prioridade | Equipe do continente              | Nível alocado                  |
| ---------- | --------------------------------- | ------------------------------ |
| 1          | US Avranches (4)                  | Sétima fase no Taiti           |
| 2          | US Thionville Lusitanos (4)       | Oitava fase na Guiana Francesa |
| 3          | USSA Vertou (5)                   | Oitava fase na Reunião*        |
| 4          | US Philibertine (5)               |                                |
| 5          | FC Saint-Lô Manche (5)            |                                |
| 6          | Olympique Saumur (4)              |                                |
| 7          | Dinan Léhon FC (4)                |                                |
| 8          | ES Thaon (5)                      |                                |
| 9          | FC Fleury 91 (4)                  |                                |
| 10         | FCM Aubervilliers (4)             |                                |
| 11         | Angoulême Charente FC (4)         |                                |
| 12         | SO Romorantin (5)                 |                                |
| 13         | Olympique Charleville Prix AM (5) |                                |
| 14         | Stade Beaucairois (5)             |                                |
| 15         | SC Locminé (4)                    |                                |

## Fases iniciais

### Fase 7
As 173 equipes são divididas em nove grupos distintos de mesmo nível e geografia para evitar longas viagens.
Devido à desistência do representante da Nova Caledônia, o clube sorteado recebeu uma vaga nesta fase e se classificou diretamente para a 8ª fase. Esse time era o FC Rouen 1899.

### Fase 8
Os vencedores da 7ª fase, juntamente com o FC Rouen 1899 (que recebeu uma vaga) são divididos em nove grupos distintos. As partidas estão programadas para serem disputadas de 29 de novembro a 1º de dezembro, exceto a partida entre o USC Corte e o time de Mayotte Diables Noirs, que foi disputada em 20 de novembro. O USSA Vertou obteve uma vitória técnica na partida da Fase 7 contra o Etoile Maritime FC; como resultado, os filipinos dos EUA, que foram inicialmente designados para viajar para o exterior durante o sorteio, receberão o Pau FC.

### Fase 9
O sorteio das oitavas de final foi dividido em três grupos, aproximadamente por geografia, com os times da Ligue 1 distribuídos uniformemente. O sorteio foi realizado em 2 de dezembro de 2024.

#### Grupo A
| Equipe 1           | Resultado   | Equipe 2               |
| ------------------ | ----------- | ---------------------- |
| Espaly             | 1–1 (4–3 p) | Dijon                  |
| GOAL FC            | 1–2         | Annecy                 |
| Cannes             | 3–2         | Grenoble               |
| Bourgoin-Jallieu   | 4–1         | Martigues              |
| Hauts Lyonnais     | 0–0 (2–4 p) | Toulouse               |
| Corte              | 1–1 (3–5 p) | Nice                   |
| Le Puy Foot        | 4–0         | Montpellier            |
| Saint-Étienne      | 0–4         | Olympique de Marseille |
| L'Union Saint-Jean | 1–4         | Monaco                 |
| Sochaux            | 0–0 (5–3 p) | Clermont Foot          |

#### Grupo B
| Equipe 1                 | Resultado   | Equipe 2        |
| ------------------------ | ----------- | --------------- |
| Troyes                   | 3–0         | Metz            |
| Haguenau                 | 4–1         | Boulogne        |
| Bastia                   | 5–0         | RC Saint-Joseph |
| Rouen                    | 0–1         | Lille           |
| Entente Feignies Aulnoye | 1–2         | Lyon            |
| Thaon                    | 2–1         | Amiens          |
| Drancy                   | 0–4         | Nantes          |
| Calais                   | 0–3         | Strasbourg      |
| Still-Mutzig             | 1–3         | Reims           |
| Auxerre                  | 0–1         | Dunkerque       |
| US Thionville Lusitanos  | 2–2 (4–5 p) | Valenciennes    |

#### Grupo C
| Equipe 1                     | Resultado   | Equipe 2            |
| ---------------------------- | ----------- | ------------------- |
| Mérignac                     | 0–0 (3–4 p) | Laval               |
| La Roche                     | 0–1         | Brest               |
| Stade Briochin               | 1–0         | Le Havre            |
| Dives-Cabourg                | 2–0         | Saint-Denis         |
| Bordeaux                     | 1–4         | Rennes              |
| Guingamp                     | 2–1         | Caen                |
| FC 93                        | 0–1         | Angers              |
| Saint-Philbert-de-Grand-Lieu | 0–2         | Quevilly-Rouen      |
| Marmande                     | 0–7         | Le Mans             |
| Lens                         | 1–1 (3–4 p) | Paris Saint-Germain |
| Tours                        | Cancelado   | Lorient             |

### 16 avós de final
O sorteio foi realizado em 22 de dezembro de 2024. Os confrontos ocorreram entre 14 e 15 de janeiro de 2025, com exceção de Haguenau x Dunkerque, que foi adiado para 22 de janeiro.
| Equipe 1               | Resultado     | Equipe 2            |
| ---------------------- | ------------- | ------------------- |
| Bastia                 | 0–1           | Nice                |
| Dives-Cabourg          | 1–0           | Le Puy Foot         |
| Le Mans                | 1–1 (4–3 p)   | Valenciennes        |
| Guingamp               | 2–2 (9–8 p)   | Sochaux             |
| Reims                  | 1–1 (3–1 p)   | Monaco              |
| Olympique de Marseille | 1–1 (3–4 p)   | Lille               |
| Bourgoin-Jallieu       | 2–2 (4–2 p)   | Lyon                |
| Toulouse               | 2–1           | Laval               |
| Quevilly-Rouen         | 2–3           | Angers              |
| Troyes                 | 1–0           | Rennes              |
| Stade Briochin         | 1–1 (4–3 p)   | Annecy              |
| Brest                  | 2–1           | Nantes              |
| Thaon                  | 2–2 (3–3l5 p) | Strasbourg          |
| Cannes                 | 2–1           | Lorient             |
| Espaly                 | 2–4           | Paris Saint-Germain |
| Haguenau               | 1–3           | Dunkerque           |

## Fase final

### Chaveamento
|  | Oitavas de final    | Oitavas de final    |                              |       | Quartas de final | Quartas de final |  |  | Semifinais | Semifinais |  |  | Final | Final |
|  |                     |                     |                              |       |                  |                  |  |  |            |            |  |  |       |       |
|  |                     |                     |                              |       |                  |                  |  |  |            |            |  |  |       |       |
|  |                     |                     |                              |       |                  |                  |  |  |            |            |  |  |       |       |
|  | Lille               | 1 (4)               |                              |       |                  |                  |  |  |            |            |  |  |       |       |
|  | Lille               | 1 (4)               |                              |       |                  |                  |  |  |            |            |  |  |       |       |
|  | Dunkerque (pen.)    | 1 (5)               |                              |       |                  |                  |  |  |            |            |  |  |       |       |
|  | Dunkerque (pen.)    | 1 (5)               | Angers                       | 1 (3) |                  |                  |  |  |            |            |  |  |       |       |
|  |                     |                     | Angers                       | 1 (3) |                  |                  |  |  |            |            |  |  |       |       |
|  |                     | Reims (pen.)        | 1 (5)                        |       |                  |                  |  |  |            |            |  |  |       |       |
|  | Troyes              | Reims (pen.)        | 1 (5)                        | 1     |                  |                  |  |  |            |            |  |  |       |       |
|  | Troyes              |                     |                              | 1     |                  |                  |  |  |            |            |  |  |       |       |
|  | Brest               | 2                   |                              |       |                  |                  |  |  |            |            |  |  |       |       |
|  | Brest               | 2                   | Dunkerque                    | 2     |                  |                  |  |  |            |            |  |  |       |       |
|  |                     |                     | Dunkerque                    | 2     |                  |                  |  |  |            |            |  |  |       |       |
|  |                     | Paris Saint-Germain | 4                            |       |                  |                  |  |  |            |            |  |  |       |       |
|  | Le Mans             | Paris Saint-Germain | 4                            | 0     |                  |                  |  |  |            |            |  |  |       |       |
|  | Le Mans             |                     |                              | 0     |                  |                  |  |  |            |            |  |  |       |       |
|  | Paris Saint-Germain | 2                   |                              |       |                  |                  |  |  |            |            |  |  |       |       |
|  | Paris Saint-Germain | 2                   | Cannes                       | 3     |                  |                  |  |  |            |            |  |  |       |       |
|  |                     |                     | Cannes                       | 3     |                  |                  |  |  |            |            |  |  |       |       |
|  |                     | Guingamp            | 1                            |       |                  |                  |  |  |            |            |  |  |       |       |
|  | Stade Briochin      | Guingamp            | 1                            | 2     |                  |                  |  |  |            |            |  |  |       |       |
|  | Stade Briochin      |                     | 24 de maio – Stade de France | 2     |                  |                  |  |  |            |            |  |  |       |       |
|  | Nice                | 1                   |                              |       |                  |                  |  |  |            |            |  |  |       |       |
|  | Nice                | 1                   | Paris Saint-Germain          | 3     |                  |                  |  |  |            |            |  |  |       |       |
|  |                     |                     | Paris Saint-Germain          | 3     |                  |                  |  |  |            |            |  |  |       |       |
|  |                     | Reims               | 0                            |       |                  |                  |  |  |            |            |  |  |       |       |
|  | Toulouse            | Reims               | 0                            | 0     |                  |                  |  |  |            |            |  |  |       |       |
|  | Toulouse            |                     |                              | 0     |                  |                  |  |  |            |            |  |  |       |       |
|  | Guingamp            | 2                   |                              |       |                  |                  |  |  |            |            |  |  |       |       |
|  | Guingamp            | 2                   | Brest                        | 2     |                  |                  |  |  |            |            |  |  |       |       |
|  |                     |                     | Brest                        | 2     |                  |                  |  |  |            |            |  |  |       |       |
|  |                     | Dunkerque           | 3                            |       |                  |                  |  |  |            |            |  |  |       |       |
|  | Cannes              | Dunkerque           | 3                            | 5     |                  |                  |  |  |            |            |  |  |       |       |
|  | Cannes              |                     |                              | 5     |                  |                  |  |  |            |            |  |  |       |       |
|  | Dives-Cabourg       | 3                   |                              |       |                  |                  |  |  |            |            |  |  |       |       |
|  | Dives-Cabourg       | 3                   | Cannes                       | 1     |                  |                  |  |  |            |            |  |  |       |       |
|  |                     |                     | Cannes                       | 1     |                  |                  |  |  |            |            |  |  |       |       |
|  |                     | Reims               | 2                            |       |                  |                  |  |  |            |            |  |  |       |       |
|  | Strasbourg          | Reims               | 2                            | 1     |                  |                  |  |  |            |            |  |  |       |       |
|  | Strasbourg          |                     |                              | 1     |                  |                  |  |  |            |            |  |  |       |       |
|  | Angers              | 3                   |                              |       |                  |                  |  |  |            |            |  |  |       |       |
|  | Angers              | 3                   | Stade Briochin               | 0     |                  |                  |  |  |            |            |  |  |       |       |
|  |                     |                     | Stade Briochin               | 0     |                  |                  |  |  |            |            |  |  |       |       |
|  |                     | Paris Saint-Germain | 7                            |       |                  |                  |  |  |            |            |  |  |       |       |
|  | Bourgoin-Jallieu    | Paris Saint-Germain | 7                            | 0 (2) |                  |                  |  |  |            |            |  |  |       |       |
|  | Bourgoin-Jallieu    |                     |                              | 0 (2) |                  |                  |  |  |            |            |  |  |       |       |
|  | Reims (pen.)        | 0 (3)               |                              |       |                  |                  |  |  |            |            |  |  |       |       |
|  | Reims (pen.)        | 0 (3)               |                              |       |                  |                  |  |  |            |            |  |  |       |       |

### Final
| 24 de maio de 2025 | Paris Saint-Germain           | 3 – 0     | Reims | Stade de France, Saint-Denis            |
| 21:00 (UTC+2)      | Barcola 16', 19' · Hakimi 43' | Relatório |       | Público: 77 101 Árbitro: Benoît Bastien |

## Campeão
| Copa da França de 2024–25                   |
| ------------------------------------------- |
| Paris Saint-Germain Bicampeão (16.º título) |